# Benfluorex
Il Benfluorex è un derivato della fenfluramina, ovvero la N-(benzoyloxy-2-ethil) norfenflurammina, a livello farmacologico è un anoressizzante anfetaminico.
Il farmaco venne ritirato dal commercio nel 1997 a causa dell'evidenza di gravissimi danni causati ai pazienti che lo assumevano. Nel 2016 la vicenda è stata raccontata anche in un film francese dal titolo '150 milligrammi', a sua volta tratto da un libro inchiesta della pneumologa Irène Frachon.
Il benfluorex fu immesso in commercio con l'indicazione per il trattamento delle iperlipidemie che non hanno risposto a trattamento dietetico e come coadiuvante nell'obesità associata ad alterazioni glico-lipidico nei pazienti affetti da diabete.
In Francia è stato venduto con il nome commerciale di Mediator, in Italia di Mediaxal.

## La Servier e i farmaci anoressizanti
I Laboratoires Servier di Jacques Servier hanno, da sempre, incentrato la loro attività produttiva sugli anoressizanti. Nel 1966 viene commercializzata la fenfluramina con il nome di Ponderal, e pochi anni più tardi, la dexfenflurammina (isomeride).
A seguito di un aumento significativo, in Svizzera, di casi di ipertensione polmonare (rara malattia, il più delle volte secondaria a patologie polmonari o delle valvole cardiache) collegati ad un farmaco con meccanismo d'azione similare, vengono messi sotto la lente di ingrandimento anche i farmaci della Servier. Nel 1971, i ricercatori della Servier ammettono l'associazione tra la fenfluramina e l'ipertensione polmonare nei modelli animali, ma non negli studi clinici, non avendo dati sufficienti al riguardo. Tra il 1992 e il 1993 uno studio retroprospettico francese e una pubblicazione su The Lancet, dimostrano la stretta correlazione tra l'utilizzo della fenflurammina e l'ipertensione polmonare.
Nel 1991 la Servier commissiona uno studio retroprospettico al dott. Lucien Abenhaim (International primary pulmonary hypertension study - IPPHS), raccogliendo dati dei pazienti provenienti da diversi paesi europei. I risultati di tale lavoro dimostrano un'altissima correlazione tra l'insorgenza di ipertensione polmonare e l'utilizzo di fenflurammina e i suoi analoghi (tra cui la dexfenflurammina, suo isomero ottico). Nonostante le diverse pubblicazioni e gli schiaccianti dati statistici, la Food and Drug Administration autorizza la distribuzione del farmaco negli Stati Uniti. Si saprà, in seguito, delle influenze e delle pressioni da parte di esponenti della Servier sulle decisioni dell'agenzia regolatoria americana.
Soltanto nel 1997 la fenflurammina e i suoi analoghi vengono ritirati dal commercio, in virtù dei loro effetti sull'insorgenza dell'ipertensione polmonare e della fibrosi cardiaca, mediati dal loro metabolita attivo, sui recettori 5HT2b delle valvole cardiache.

### Vicende giudiziarie
Commercializzato in Francia dal 1976, il Mediator è stato prescritto a circa 5 milioni di persone fino al suo ritiro nel novembre 2009. L'azienda francese, il laboratorio farmaceutico Servier, viene condannata per omicidio plurimo colposo e frode aggravata.